# Jan Vyčítal
Jan Vyčítal (8. března 1942 Praha – 1. března 2020 Praha) byl český hudebník (zpěvák, textař, kytarista), grafik a kreslíř-karikaturista, autor kreslených vtipů, významná postava české country hudby.
Byl zakládajícím členem, hlavním textařem a vedoucím skupiny Greenhorns a také autorem textů písní, které s Greenhorns zpívali Michal Tučný nebo Josef Šimek. Mezi jeho nejznámější texty (často české coververze amerických country hitů) patří „Oranžový expres“ (orig. Orange Blossom Special), „Blízko Little Big Hornu“ (orig. Jim Bridger) nebo „To tenkrát v čtyřicátom pátom“. Napsal také texty pro Hanu Zagorovou nebo Věru Martinovou.

## Život a kariéra
Na střední Průmyslové škole bytové tvorby v Praze vystudoval obor propagační grafika (prof. Richard Pípal). Poté pracoval ve výtvarném oddělení Československé televize a přispíval do satirického časopisu Dikobraz a v letech 1967–71 byl členem redakční rady literárního časopisu Divoké víno. Mezi lety 1974 a 1978 musel publikovat pod pseudonymy. Jeho kreslířský styl byl ovšem unikátní a ihned rozpoznatelný, typickým rysem mj. bylo velké tučné tiskací písmo v bublinách přímé řeči. Jeho oblíbeným motivem byli trampové, indiáni apod. Vystavoval samostatně i na kolektivních výstavách. Byl členem České unie karikaturistů a Českého fondu výtvarných umění.
Zcela charakteristický byl i jeho zpěv, typický hrubou barvou a ráčkováním. Režim v roce 1972 donutil kapelu Greenhorns změnit anglický název na Zelenáči. V roce 1974 Vyčítal na čas přepustil kapelnické místo Petru Bryndačovi, jelikož ten měl jako jediný z kapely absolvovanou konzervatoř a byl tak z pohledu státu způsobilý k této funkci.[zdroj?] Od téhož roku Jan Vyčítal též nesměl z politických důvodů textovat písně (pokračoval v tom pod pseudonymy nebo pod jménem Josefa Šimka) a jeho jméno se nesmělo nikde objevit.
S kreslířem Milošem Kánským udělal podle scénáře Václava Mikoláška sedmidílný seriál večerníčků Přátelé z vesmíru (1985).
V roce 1994 obdržel z rukou majitele Multisoniku Karla Vágnera platinovou desku za 100 000 prodaných desek Semtex a Když jsme opustili Prahu.
Pro potíže s levou rukou od roku 1999 nehrál na kytaru, na koncertech pouze zpíval a moderoval. Později také ze zdravotních důvodů přestal kouřit a omezil pití alkoholu.
Zemřel týden před 78. narozeninami na srdeční komplikace.

### Podpora americkému radaru v Brdech
V roce 2007 se Jan Vyčítal zapojil do kampaně vlády Mirka Topolánka za vybudování americké vojenské základny v Brdech jako součásti systému protiraketové obrany USA. Stal se také aktivistou iniciativy PRO. Pro účel kampaně podruhé přetextoval oslavnou píseň „Pozdrav astronautovi“ (známou jako „Dobrý den, majore Gagarine“) orchestru Gustava Broma, a to pod názvem „Dobrý den, prapore hvězd a pruhů“. Tu nazpíval v duetu s tehdejší ministryní obrany Vlastou Parkanovou. Tento počin vyvolal vlnu polemik, kritiky či posměchu. Jan Vyčítal i Vlasta Parkanová se ke kritice vyjádřili.

## Styl ilustrací
Jan Vyčítal ve svých ilustracích lidí zvýrazňuje tváře nezaměnitelným způsobem. Oči jsou často zobrazeny navrch hlavy, případně přikryté kloboukem, jsou kruhově lemovány řasami. Nos je velmi výrazný a tvoří v bočním pohledu až 1/3 plochy tváře. U žen tvoří tvář (mimo jiné) hypertrofovaně vyvinuté rty, u mužů jsou to ozubené čelisti s případnou cigaretou, která visí na spodním rtu.
Mimozemšťané jsou oranžoví nebo zelení s „anténkami“.

## Vybraná diskografie
- 1990 Semtex – Multisonic
- 1992 Když sme opustili Prahu – Multisonic
- 1993 Pivní džip – Venkow Records
- 1995 Modlitba za Wimpyho a Wabiho – Venkow Records
- 1997 Zvířecí farma – Venkow Records
- 1997 Nejhezčí písničky Honzy Vyčítala (jen vzpomínky poštmistrovic kluka…) – Multisonic
- 1999 Master serie – Venkow Records
- 1999 V baru Zlatá Praha – Venkow Records
- 2000 60 – Honza Vyčítal a Greenhorns – Universal (Venkow)
- 2003 Honza Vyčítal a Greenhorns – Dalas! – Universal (Venkow)
- 2006 T jako textař – Supraphon
- 2007 My jsme kluci vočkovaný Olšanem – Jan Vyčítal & Karel Vágner – Multisonic, CD
- 2007 To tenkrát v druhý světový… – Multisonic
- 2007 Vracecí kocour – Universal (Venkow)
- 2008 65 + 65 = 130 – Jan Vyčítal & Karel Vágner – Multisonic, DVD
- 2015 Píseň tuláka a další hity (2 CD) – Universal (Venkow)
- 2022 T jako textař 2 – Supraphon

Dylanovu píseň „Lily, Rosemary and the Jack of Hearts“ zazpíval ve vlastním překladu („Lily, Rosemary a Srdcovej kluk“) také na albu Roberta Křesťana a Druhé trávy Dylanovky (2007).

## Některé z písní, které Jan Vyčítal otextoval
- „Blízko Little Big Hornu“
- „Blizzard“ (spolu s Jiřím Grossmanem; pův. text Harlan Howard)
- „Blues folsomské věznice“
- „El Paso“
- „Frankie a Johnny“
- „Honzův song“
- „Já v poslední době dost vodjíždím k tobě“
- „Když náš táta hrál“
- „Na Vánoce ráno“
- „Oranžový expres“
- „Rovnou, tady rovnou“
- „Šlapej dál“
- „T jako Texas“
- „To tenkrát v čtyřicátom pátom“
- „Zatracenej život“ – Michal Bystrov kromě uvedeného výčtu uvádí, že „Nebýt Honzy Vyčítala, neznali bychom ani slogan: »Jupí, čerte, jdi radši dál!«“[13]

## Autorské výstavy
- 1970 – Salon Honzy Vyčítala; Savarin, Praha.[14][15]  Výstava uspořádaná v rámci II. Folk a country festivalu Praha 70 (18.–20. prosince 1970 Lucerna, Praha)
- 14. září 1973 – Kreslený humor Jana Vyčítala; Divadlo hudby v Olomouci, Galerie Titanic, Olomouc
- 2. ledna 1980 až 5. února 1980 – Salon kresleného humoru Jan Vyčítal; Malostranská beseda, Praha
- 7. ledna 1997 – Jan Vyčítal; Galerie knihkupectví Indolence, Praha
- březen 1997 až duben 1997 – Jan Vyčítal: Kreslený humor; Městské divadlo Kolín
- 10. března 1998 – Jan Vyčítal: Kreslený humor; Společenský dům v Týnu nad Vltavou
- 9. dubna 1998 – Jan Vyčítal; A Galerie, Krnov
- 29. září 1998 až 9. října 1998 – Jan Vyčítal; Kulturní centrum Rakovník

## Kolektivní výstavy
- březen 1965 – Výstava výsledků národní soutěže pro Mezinárodní výstavu knižního umění v Lipsku 1965; Galerie Fronta, Praha
- 24. června 1966 až 20. září 1966 – 2. bienále užité grafiky Brno 1966, Mezinárodní výstava knižní grafika|grafiky a ilustrace; Dům pánů z Kunštátu, Brno
- 15. prosince 1968 až 2. února 1969 – Celostátní soutěž kresleného humoru Písek 68; Oblastní muzeum v Písku, Písek
- 27. dubna 1978 až 28. května 1978 – Oborová výstava Soudobá užitá grafika; Galerie Jaroslava Fragnera, Praha[16]
- leden 1979 – 50 a více salonů kresleného humoru; Galerie Fronta, Praha[17]
- 6. března 1980 až 11. května 1980 – Výstava kresleného humoru; Galerie Československý spisovatel, Praha
- 24. července 1980 až 12. srpna 1980 – Osm z dvaatřicáté stránky mladého světa; Výstavní síň MV SSM, Praha
- 22. prosince 1980 až 9. ledna 1981 – Mikl, Vyčítal: Kreslený humor; Stará radnice, Havlíčkův Brod
- 9. července 1981 až 6. září 1981 – Oborová výstava užité grafiky; Galerie Jaroslava Fragnera, Praha[18]
- října 28. 1982 až 28. listopadu 1982 – Člověk a příroda: Výstava obrazů, grafiky, kreseb, fotografií, plastik; Galerie Československý spisovatel, Praha
- 26. dubna 1983 až 22. května 1983 – Humor a satira v boji za mír a proti válce. Výstava k 100. výročí narození Jaroslava Haška; Galerie Václava Špály, Praha
- 2. června 1983 až 3. července 1983 – 10 z třicáté druhé strany Mladého světa; Okresní muzeum v Příbrami, Příbram
- července 1983 – 100+1 salonů kresleného humoru; Galerie Fronta, Praha
- 14. července 1983 až 28. srpna 1983 – Kreslený humor a grafika k výročí Jaroslava Haška; Staroměstská radnice, Praha
- 16. července 1983 až 11. září 1983 – 100krát pojištěný úsměv; Okresní vlastivědné muzeum, Česká Lípa
- říjen 1983 až listopad 1983 – Kreslený humor a grafika k výročí Jaroslava Haška; Mirbachov palác, Bratislava
- 23. listopadu 1984 až 6. ledna 1985 – Karikatura a humor k Roku české hudby; Galerie Československý spisovatel, Praha
- 27. listopadu 1986 až 4. ledna 1987 – Karikaturisté k Mezinárodnímu roku míru; Galerie Československý spisovatel, Praha
- 20. července 1997 až 7. srpna 1997 – Vltavotýnské výtvarné dvorky 1997; Městská galerie Art Club, Týn nad Vltavou
- 13. dubna 1998 až 1. června 1998 – Výstava kresleného humoru; Městské muzeum, Týn nad Vltavou
- 15. května 2013 až 28. září 2013 – A tenhle znáte?: populární hudba v českém kresleném humoru; Popmuseum v KC Kaštan, Praha[19][20]
- 3. října 2013 až 5. října 2013 – A tenhle znáte?: populární hudba v českém kresleném humoru; Výstaviště Letňany, Praha (výběrová varianta výstavy pro veletrh For Music)[21]
- březen 2014 až říjen 2014 – A tenhle znáte?: populární hudba v českém kresleném humoru; Popmuseum. Galerie hudebního klubu Vagon, Praha[22][23]
- 30. listopadu 2017 až 14. ledna 2018 – Vtip-ná ilustrace; Galerie Moderna, Praha

## Publikace, výběr, chronologicky
- VYČÍTAL, Jan, ed. Potlach. Hradec Králové: Kruh, 1969. 86 s. Okamžiky.
- DVOŘÁK, Josef. Život a dílo zasloužilého umělce, akademického malíře Zdeňka Buriana: 11. února 1905 Kopřivnice – 1. července 1981 Praha. V Olomouci: Ve spolupráci Vlastivědné společnosti muzejní a Krajského vlastivědného muzea, 1982. 54 s. Autor textu též Jaroslav Čvančara a Jan Vyčítal.
- VYČÍTAL, Jan. Kočkové, trempíři a ufouni Honzy Vyčítala. Praha: Svět v obrazech, 1991. [112] s. ISBN 80-85379-12-0
- Čaj s příchutí jehličí: trampský cancák. Praha: Carmen, 1992. 156 s. Defilé. ISBN 80-85531-29-1
- VYČÍTAL, Jan, ed. et al. Potlach, aneb, Čaj s příchutí jehličí a rumu. Praha: Regia, 1998. 155 s. ISBN 80-902484-2-X
- VYČÍTAL, Jan. Co mě nezabije, to mě přizabije. Praha: Jan Vyčítal, 2003. 101 s. ISBN 80-239-0608-9
- VYČÍTAL, Jan. Co mě nezabije, to mě pošílí… [Praha]: J. Vyčítal, ©2007. 99 s. ISBN 978-80-239-8908-3
- VYČÍTAL, Jan. Práce všeho druhu. V Řitce: Daranus, 2008. 271 s. ISBN 978-80-86983-45-5
- VYČÍTAL, Jan. Velká kniha vtipu Honzy Vyčítala. Praha: Cosmopolis, 2019. 255 s. ISBN 978-80-271-2222-6

Ilustrace například:
- VARŠAVSKIJ, Ilja Iosifovič. Homunkulus, aneb, Zevrubná kybernetologie. Překlad Jaroslav Piskáček. Praha: Lidové nakladatelství, 1980. 284 s. Lidová knihovna, sv. 65.
- Kniha – přítel člověka, člověk – přítel knihy. 2. vyd. Sest. Mirko Ryvola. Ilustrovali [viz níže]. Praha: Lidové nakladatelství, 1989. 117 s. [1. vyd. 1983.]
- HOZOVÁ, Libuše. Matematické pohádky: pro čtenáře od 11 do 111 let: 111 pohádek. Praha: HAV, 2006. 215 s. ISBN 80-903625-3-2.